# キース・ウォーカー
キース・ウォーカー（Keith Walker、1978年5月15日 - ）は、アメリカ合衆国のプロレスラー、元ボディビルダー。イリノイ州シカゴ出身。

## 来歴
大学時代はボディビルダーとして活躍。2003年にプロレスラーデビュー。
デビュー後まもなくハーリー・レイス主宰のWLWに出場するようになり、2006年4月にはプロレスリング・ノアに初参戦。
2006年5月13日、トレバー・ローデスを破りWLWヘビー級王座を獲得。
その後WWEとディベロップメント契約を結び入団。2006年12月より傘下団体であるDSWにてトレーニングを開始。2007年6月からはDSWがWWEとの提携を解消したことにより、新たに旗揚げされた傘下団体であるFCWに移籍するも、WWEには出場することなく10月に解雇された。
2007年10月27日、デレック・マックイーンを破り再びWLWヘビー級王座を獲得。
2008年7月、ノアに再来日。以降は同団体の常連外国人選手となり、9月にはミズーリ州エルドンで行われたWLW・ノア合同レスリングキャンプに参加。10月にはラッシュ・ブラウンとスカルクラッシャーズなるタッグチームを結成し、同月4日にテキサス州にてNWA世界タッグ王座を獲得。2010年11月20日にダークシティ・ファイトクラブに王座を奪取されるまで2年間守り、NWA世界タッグ王座最長保持記録（777日）を打ち立てた。
2009年10月28日、小橋建太の保持していたGHCハードコア王座に挑戦するも失敗。
2010年1月にバイソン・スミスと組んでノアのグローバル・タッグ・リーグ戦に出場。同年4月14日、力皇猛 & モハメド・ヨネ組を破り、GHCタッグ王座を奪取。6月6日、初防衛戦で杉浦貴 & 谷口周平組から王座を防衛。しかし次回防衛戦の直前に父親が他界したため来日中止となり、GHCタッグ王座を返上した。

## 得意技
ウォーカー・ボム
ネック・ハンギング・ボム
ウォーカー・ドライバー
稲松三郎が使う桜吹雪と同型技。デスバレーボムの体勢で抱え上げ、ロックボトムのように叩きつける。
スウィンギング・サイドスラム

## タイトル歴
NWA
- NWA世界タッグ王座 : 1回

w / ラッシュ・ブラウン
WLW
- WLWヘビー級王座 : 2回

プロレスリング・ノア
- GHCタッグ王座 : 1回（第20代）

w / バイソン・スミス
BCW（Brew City Wrestling）
- BCWヘビー級王座 : 1回

WSL（Wrestling Superstars Live）
- WSL世界ヘビー級王座 : 1回
- WSL世界ファイティング王座 : 1回